# Filmfestivals in Deutschland

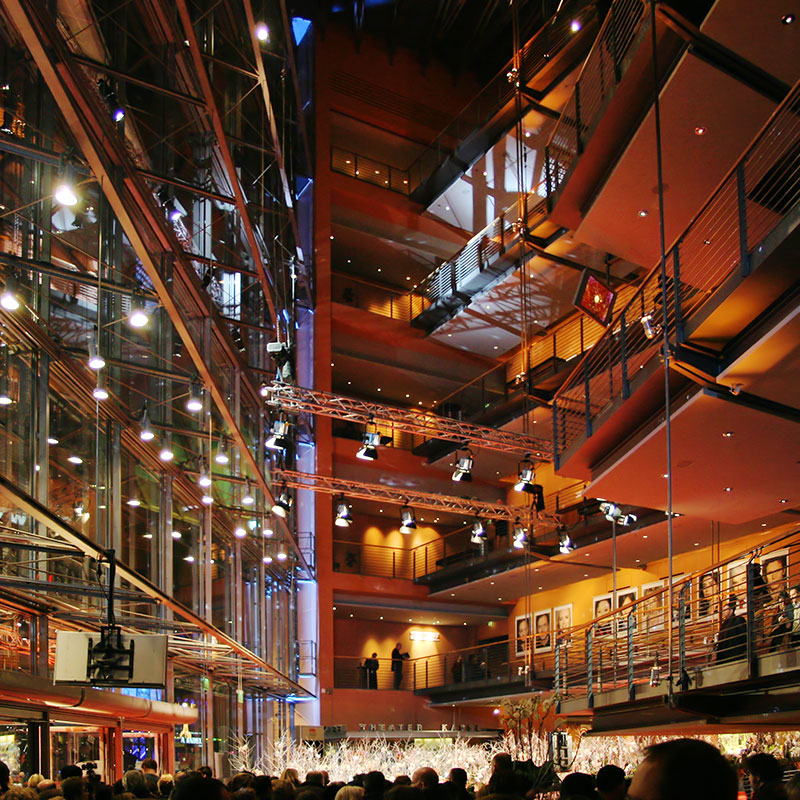
Berlinale Palast (Theater am Potsdamer Platz) 2007

Die meisten großen Filmfestivals in Deutschland sind Gründungen der 1950er Jahre.
In den 1990er Jahren gab es auch in Deutschland parallel zur Digitalisierung des Films einen starken Anstieg an neuen Filmfestivals.

## Festivals nach Gründungsjahr

### 1950–1959 gegründet

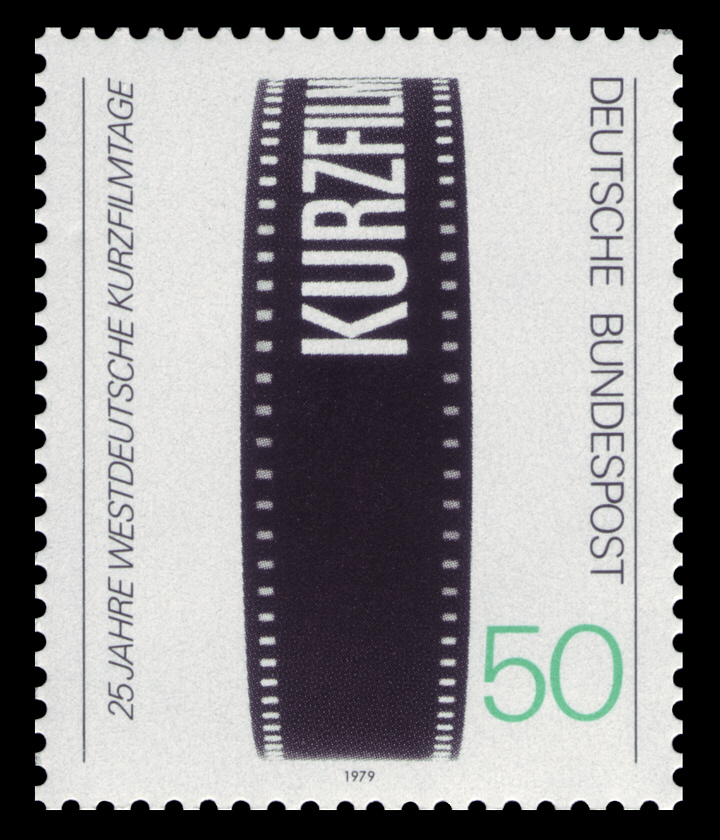
Briefmarke zu „25 Jahre Westdeutsche Kurzfilmtage“ Oberhausen

- Die Berlinale im Februar jeden Jahres gilt als das wichtigste internationale Filmfestival in Deutschland und als eines der wichtigsten der Welt. Sie findet seit 1951 in Berlin statt.
- Das Internationale Filmfestival Mannheim-Heidelberg, 1952 von Kurt Joachim Fischer als Mannheimer Kultur- und Dokumentarfilmwoche gegründet, ist seit 1994 durch Hinzunahme von Heidelberg ein Festival in zwei Städten. Es gilt als eines der international wichtigsten Filmfestivals für den Autorenfilm junger Filmemacher.
- Was die Berlinale für den Spielfilm ist, das sind die Internationalen Kurzfilmtage Oberhausen im Mai für den Kurzfilm. Sie gelten mit Gründungsjahr 1954 außerdem als das weltweit älteste Kurzfilmfestival.
- Das bedeutendste Festival für Dokumentar- und Animationsfilm in Deutschland ist seit 1955 das Filmfestival Leipzig.
- Die Nordischen Filmtage in Lübeck sind seit 1956 eines der weltweit größten Festivals für skandinavische Filme außerhalb Skandinaviens sowie für Filme aus dem Baltikum und aus Schleswig-Holstein.

### 1960–1969 gegründet
- Die 1968 gegründeten Internationalen Hofer Filmtage zeigen Deutschland- und Welt-Erstaufführungen, der Fokus liegt auf deutschen Produktionen. Das Festival gilt als Sprungbrett für den Nachwuchs des deutschen Films.

### 1970–1979 gegründet
- Von 1972 an wurden auf dem DEFA-Gelände in Babelsberg die FDJ-Studentenfilmtage der Hochschule für Film und Fernsehen „Konrad Wolf“ Potsdam-Babelsberg abgehalten, die jedoch nach der Wende eingestellt wurden. Nach kurzer Unterbrechung wurde 1995 das Filmfest unter dem Namen sehsüchte erneuert; es ist heute das größte Internationale Studentenfilmfestival in Europa.
- Seit 1973 findet jährlich das Internationale Filmwochenende Würzburg statt. Es werden Publikumspreise für Spielfilme, Dokumentarfilme, Kurzfilme und Kinder- und Jugendfilme vergeben.
- Das internationale Festival für junge Filmfans Lucas (Filmfestival) in Frankfurt am Main (seit 1974) ist das einzige zwischen 1960 und 1989 gegründete deutsche Filmfestival, das beim Filmproduzentenverband FIAPF akkreditiert ist.
- Ein weiteres Festival für Kinderfilm (und Kinder-Fernsehen) ist der Goldene Spatz, der seit 1977 alle zwei Jahre in Gera stattfindet. Seit 2003 ist Erfurt zusätzlicher Austragungsort.
- Das 1977 gegründete Open Air Filmfest Weiterstadt ist ein internationales Filmfest für Spiel-, Dokumentar- und Kurzfilme.
- Eines für deutschsprachigen Dokumentarfilm maßgebliches Filmfestivals ist die 1977 gegründete Duisburger Filmwoche.
- Die Internationalen Grenzland-Filmtage in Selb wurden 1977 als die „1. Wunsiedler Filmtage“ gegründet und im Jugendzentrum in Wunsiedel durchgeführt. 1978 zog das Festival nach Bad Alexandersbad und erhielt seinen heutigen Namen. Seit 1981 wird die Veranstaltung in Selb im Kino-Center durchgeführt und gilt als das älteste Filmfestival mit osteuropäischer Ausrichtung. Heute befassen sich die Grenzland-Filmtage mit Grenzthemen allgemein.
- Das Filmfest Biberach in Biberach an der Riß (gegründet 1979) ist ein relativ kleines Festival für deutsche Filme.

### 1980–1989 gegründet

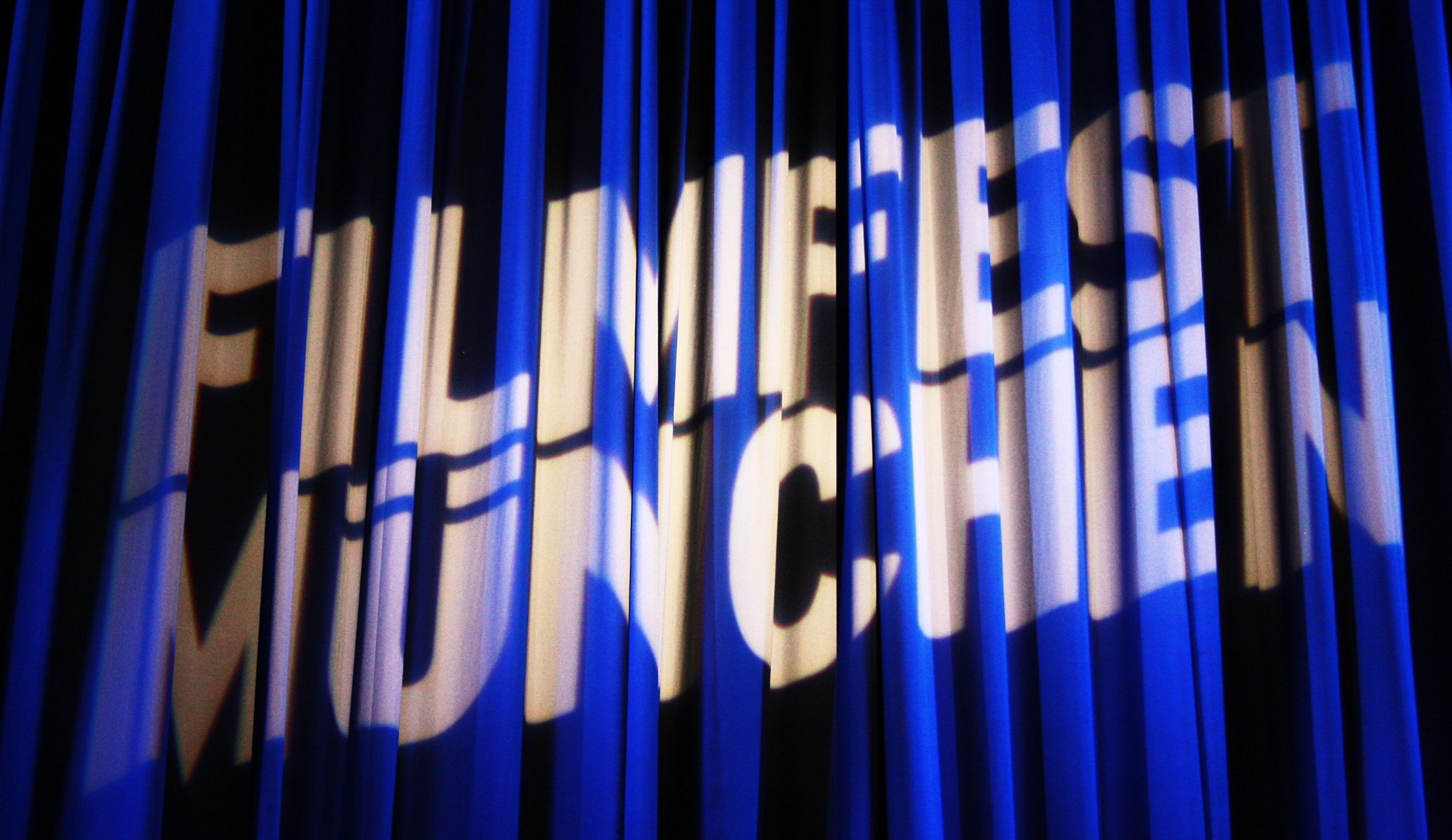
Vorhang im Carl Orff Saal im Gasteig

- Das Filmfestival Max Ophüls Preis ist ein jährliches Filmfestival in Saarbrücken für Nachwuchsfilmer aus Deutschland, Österreich und der Schweiz. Es wurde 1980 von Albrecht Stuby gegründet.
- Im Jahr 1981 fanden in Münster zum ersten Mal die Filmzwerge statt; inzwischen umfasst das Filmfestival Münster sowohl einen Spielfilm-, als auch den traditionellen Kurzfilmwettbewerb.
- Ebenfalls erstmals 1981 fand das Internationale Festival der Filmhochschulen München statt. Es wird wie das Filmfest München von der Internationale Münchner Filmwochen veranstaltet und gehört heute zu den bedeutendsten Nachwuchsfestivals der Welt.
- Seit 1982 gibt es das Internationale Kurzfilmfestival Berlin der Agentur interfilm Berlin.
- Das innovative Kasseler Dokumentarfilm- und Videofest wurde 1982 ins Leben gerufen.
- Eines der weltweit größten und wichtigsten Filmfestivals für den Bereich Animation ist das Trickfilmfestival Stuttgart, das 1982 gegründet wurde und seit 2005 jährlich stattfindet. Es zeigt und prämiert die besten Kurz- und Langfilme sowie Serien im Bereich Animation und dient der Förderung von Nachwuchstalenten.
- Zum wichtigen deutschen Filmfestival für junge Nachwuchsregisseure zählt Up-and-coming in Hannover (seit 1982 bundesweit, seit 1991 international).
- Das älteste internationale Frauenfilm-Festival in Deutschland ist die Feminale in Köln (gegründet 1983). 2006 schloss sich die Feminale mit femme totale zum Internationalen Frauenfilmfestival Dortmund/Köln zusammen.
- Seit 1983 gibt es die Französischen Filmtage Tübingen-Stuttgart, ein Forum für vorwiegend Spielfilme aus dem gesamten französischsprachigen Raum.
- Das 1983 gegründete Filmfest München mit Schwerpunkt Spielfilm ist im Sommer eines der Filmfestivals mit den höchsten Besucherzahlen in Deutschland.
- Die Schwule Filmwoche Freiburg in Freiburg im Breisgau ist mit Gründungsjahr 1984 die älteste Veranstaltung dieser Art in Deutschland.
- Seit 1985 findet jährlich das Internationale Dokumentarfilmfestival München (DOK.fest) statt.
- 1985 wurde das NoBudgetFestival Hamburg gegründet, das sich durch die Betonung des gering budgetierten Kurzfilms schnell einen Namen als Ort des abwegigen und trashigen Films machte, weil es eine Klientel ansprach und erreichte, die sich zum Beispiel nicht bei den Internationalen Kurzfilmtagen Oberhausen wiederfand. Durch das Anwachsen der jährlich eingereichten Filmmenge wurde bald das Bedürfnis empfunden, die präsentierten Filme stärker zu differenzieren, zumal vielen der ausgewählten Filme der No-Budget-Charakter abgesprochen wurde. Daher erweiterte das Festival sein Programm und wurde gleichzeitig in das Internationale Kurzfilm-Festival Hamburg umbenannt.
- Ebenfalls 1985 findet in München das erste Internationale Dokumentarfilmfestival München (DOK.fest) statt.
- Ebenfalls 1985 findet in Freiburg die erste Schwule Filmwoche Freiburg statt.
- Ein weiteres im Jahre 1985 unter dem Namen „Frankfurter Schülerfilmtage“ gegründetes Festival ist die visionale, das älteste hessische Filmfest für junge Menschen bis zu einem Alter von 27 Jahren, bei der über ein Festivalwochenende hinweg die besten Kurzfilme gekürt werden. Sie findet im November in Frankfurt am Main statt.
- In Osnabrück wurden im Jahr 1986 die „Tage des unabhängigen Films“ gegründet. 2001 erhielt das Festival eine stärkere gesellschaftspolitische Ausrichtung und trägt seither den Namen Unabhängiges FilmFest Osnabrück. Es ist eines der ältesten Filmfestivals in Niedersachsen.
- Insbesondere für das junge europäische Kino ist seit 1986 das Internationale Filmfest Braunschweig bedeutend, das das größte Filmfestival in Niedersachsen ist.[1]
- 1988 veranstaltete CineGraph – Hamburgisches Centrum für Filmforschung einen ersten Internationalen Filmhistorischen Kongress, der seither alljährlich im November in Hamburg stattfindet. 2004 wurden die Kongresse erweitert zu CineFest – Internationales Festival des deutschen Film-Erbes. Veranstalter ist neben CineGraph das Bundesarchiv-Filmarchiv, Berlin. In jedem Jahr steht das Festival jeweils unter einem Schwerpunkt-Thema. Nach der Veranstaltung in Hamburg laufen Teile des Filmprogramms auch in Berlin, Prag, Wien, Zürich/Lausanne und Udine/Gorizia.
- Das internationale Kurzfilmfestival Filmfest Dresden findet jährlich seit 1989 statt. Es vergibt jeweils getrennt nach nationalem und internationalem Wettbewerb die Goldenen Reiter.

### 1990–1999 gegründet

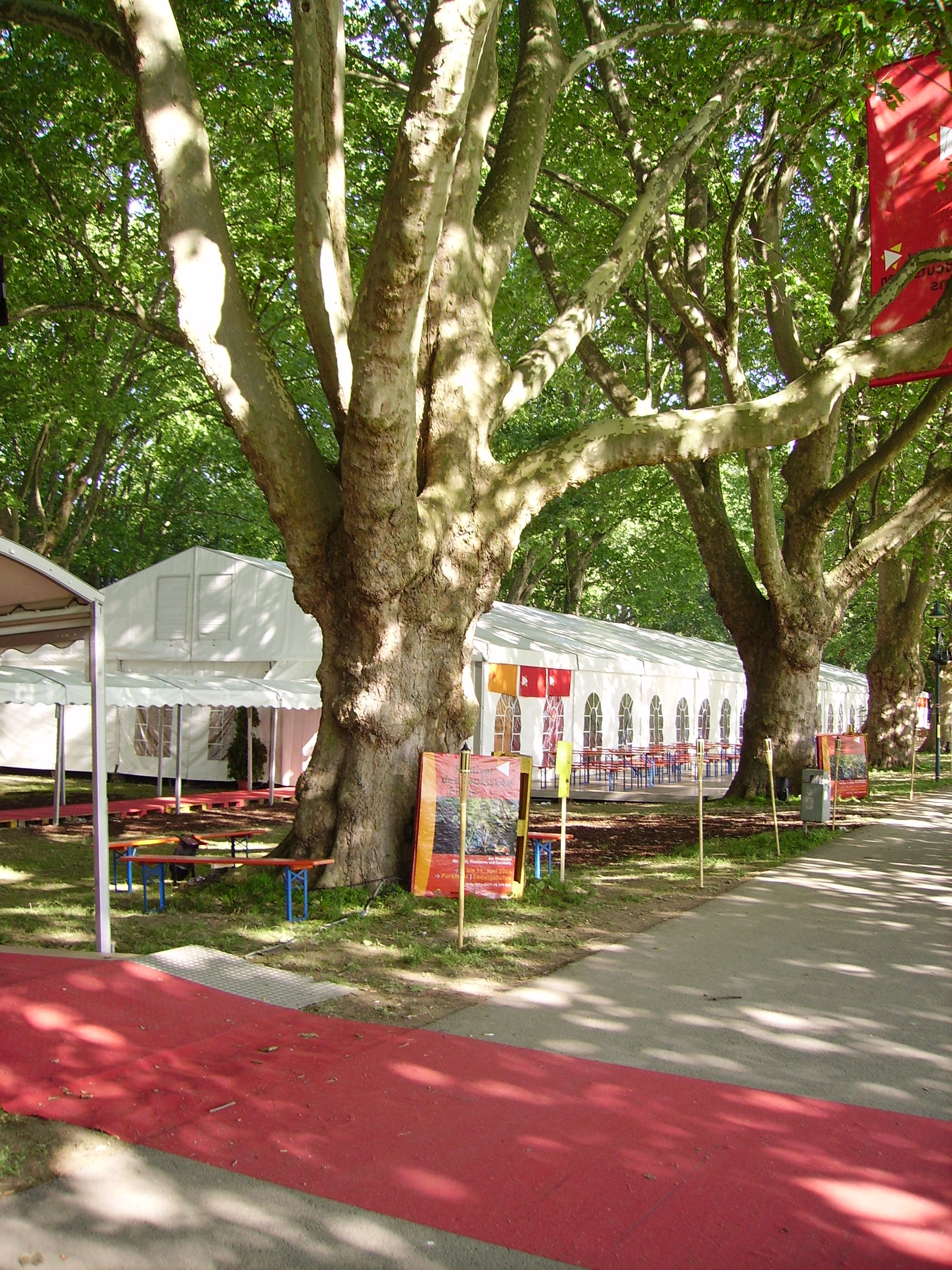
Veranstaltungszelt des Festivals des deutschen Films

- 1990 wurden die jährlichen Lesbisch Schwulen Filmtage Hamburg – International Queer Film Festival gegründet. Das zweitgrößte Filmfestival Hamburgs ist als ältestes und größtes Queerfilmfestival Deutschlands international angesehen und bedeutsam. Seit 1997 werden Publikumspreise an Kurz-, seit 1998 auch an Langfilme vergeben. Die Festivalpreise wurden 2006 um den Filmnachwuchspreis „Made in Germany“ und seit 2009 um einen Jurypreis erweitert.
- 1991 gründete sich die Cologne Conference (CoCo), die 2016 in Film Festival Cologne umbenannt wurde. Das Festival ist heute mit über 30.000 Besuchern jährlich eines der größten internationalen Filmfestivals Deutschlands. Verliehen werden sieben Preise, unter anderem der Filmpreis Köln, der The Hollywood Reporter Award, der International Actors Award und der Filmpreis NRW. Der ehemalige Schwerpunkt auf TV-Serien lebt in der Programmreihe Top Ten TV fort.
- Das Köln Comedy FilmFestival verleiht seit 1991 jedes Jahr im Oktober im Rahmen des Deutschen Comedypreises Auszeichnungen für die besten in- und ausländischen Filmkomödien.
- Das filmkunstfest Mecklenburg-Vorpommern findet jährlich in der ersten Maiwoche in Schwerin statt. Es wurde 1991 als Filmkunstfest Schwerin gegründet. Mit 17.000 Zuschauern im Jahr 2009 ist es das größte Publikumsfestival in den neuen Bundesländern. Der Fliegende Ochse ist der Hauptpreis des Spielfilmwettbewerbs. Seit 2002 wird auch der Goldene Ochse, der Ehrenpreis des Festivals verliehen.
- Das Internationale Videofestival Bochum wurde im Kreise der Fachschaft Theater-, Film- und Fernsehwissenschaft 1991 an der Campus-Uni Ruhr-Universität Bochum gegründet und findet im dortigen Musischen Zentrum statt und wird gefördert von der Filmstiftung Nordrhein-Westfalen und unterstützt vom Schauspielhaus Bochum.
- Auf internationale Filme spezialisiert ist seit 1991 (mit Vorgänger-Festivals) das Filmfest Hamburg.
- Eines der wichtigsten interkulturellen Filmfestivals ist das Filmfestival Türkei/Deutschland, das seit 1992 jährlich in Nürnberg stattfindet.
- Das OpenEyes Filmfest Marburg ist ein 1994 gegründetes Open-Air-Filmfestival mit Publikumswettbewerb. Es interessiert sich für aktuelle internationale Kurzfilme aller Genres mit dem Schwerpunkt auf unterrepräsentierte Formate und Filmschaffende. Durch Zusammenarbeit mit der Philipps-Universität und jährlich wechselnden Mitarbeitenden fungiert es zudem als eine Art Ausbildungsfestival.
- Ebenfalls seit 1994 lädt das Göttingen International Ethnographic Film Festival alle zwei Jahre im Mai Interessierte für ethnographische Filme in die Göttinger Innenstadt.
- Im September 1994 entstand außerdem das Internationale Filmfest Oldenburg. Der Schwerpunkt des Festivals liegt bei deutschen und amerikanischen Independent-Produktionen. Ziel der Gründung war es, ein unkonventionelles und innovatives Festival zu etablieren.
- Thematische Filmfestivals sind die Rüsselsheimer Filmtage (seit 1994 jährlich) mit Schwerpunkt satirische Kurzfilme, das Freiburger film forum in Freiburg im Breisgau (seit 1997 alle zwei Jahre) mit Schwerpunkt Ethnologie, das Internationale Filmfest Oldenburg (seit 1994) mit Schwerpunkt amerikanischer Independent-Film und das Fantasy Filmfest in mehreren deutschen Städten mit den Schwerpunkten Science-Fiction, Horror und Thriller.
- Seit 1997 findet in Hannover das lesbisch-schwule Filmfestival Perlen statt, das seine Wurzeln wiederum 1979 als Schwule Filmtage Hannover hatte.

### 2000–2009 gegründet

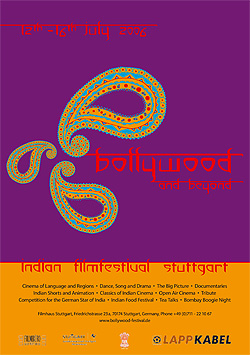
Festivalplakat Bollywood and beyond 2006

- In Hannover gibt es mit dem Festival Seepferdchen seit dem Jahr 2000 ein internationales Kinderfilmfestival.
- Im Jahr 2000 wurde das Japanische Filmfestival Nippon Connection gegründet. Es ist das größte Festival für japanisches Kino weltweit und findet jährlich im Frühsommer statt. Entstanden aus einer studentischen Initiative wird es nach wie vor ehrenamtlich organisiert. Eine Besonderheit ist das umfangreiche kulturelle Rahmenprogramm.
- Als relativ junges Filmfestival (gegründet 2001) ist goEast in Wiesbaden als weltweit einziges Festival für mittel- und osteuropäischen Film beim Filmproduzentenverband FIAPF akkreditiert.
- Ein weiteres neues Festival für deutschsprachige Spielfilme, Kurzfilme, Mittellange Filme sowie Dokumentationen ist FILMZ – Festival des deutschen Kinos, das seit 2001 im November in Mainz stattfindet.
- 2002 wurde in Neuschönau im Bayerischen Wald das NaturVision Filmfestival für Natur-, Tier-, Umwelt- und Nachhaltigkeitsfilme gegründet. Seit 2012 findet es in Ludwigsburg in Baden-Württemberg statt. Austragungsort ist das Central Theater Ludwigsburg. Seit 2014 gibt es während der Festivaltage außerdem ein kostenfreies Open Air Kino, einen Markt mit regionalen und nachhaltigen Verkaufsständen, Infoständen und einen Science Slam.
- Seit 2004 veranstaltet die unabhängige Filminitiative KinoBerlino ihr jährliches Festival mit Workshop als Internationales KinoKabaret sowie monatliche Filmabende im ältesten noch aktiven Lichtspielhaus Deutschlands, dem Kino Moviemento in Berlin. Dabei kommen Filmbegeisterte mit Kreativen zusammen und erschaffen Kurzfilme in wenigen Tagen ohne Verwertungsinteresse als Übungen. So entstanden hunderte Werke und wurden bei ausverkauften Vorstellungen im Kino gezeigt. Seit 2007 wird dieses Festival vom Regisseur und Produzenten Dave Lojek geleitet. Die Kino-Bewegung umfasst ca. 70 Städte weltweit und bündelt ca. 10.000 Filmschaffende.
- Ebenfalls seit 2004 wird in Berlin das 11mm-Filmvestival ausgerichtet, das Filme zum Schwerpunktthema Fußball zeigt.
- Das Indianer Inuit: Das Nordamerika Filmfestival wurde erstmals 2004 in Stuttgart veranstaltet. Es findet in einem zweijährigen Rhythmus statt.
- Ebenfalls in Stuttgart seit 2004 findet zum Schwerpunkt indischer Film Bollywood and beyond statt. Seit 2012 firmiert es als Indisches Filmfestival Stuttgart.
- Seit 2005 gibt es in Ludwigshafen als Ableger des Internationalen Filmfestivals Mannheim-Heidelberg das Festival des deutschen Films, wo der Deutsche Filmkunstpreis verliehen wird.
- Ebenfalls seit 2005 findet das International Short Film Festival Detmold (ISFF) statt mit dem Ziel den kulturellen Austausch und den Kurzfilm in der Region Ostwestfalen-Lippe zu etablieren.[2]
- Seit 2007 existiert das Fünf Seen Filmfestival im „Fünf-Seen-Land“ im Landkreis Starnberg in Bayern. Es spezialisiert sich insbesondere auf die neuesten Produktionen aus Deutschland, Österreich und der Schweiz.

- Das Lichter Filmfest Frankfurt International ist ein Filmfestival, das seit 2008 jährlich in Frankfurt und der Rhein-Main-Region stattfindet. Das Festival zeigt ein internationales Wettbewerbsprogramm zu einem jährlich wechselnden Thema mit einem interdisziplinären Begleitprogramm. Außerdem konkurrieren regionale Filmproduktionen aus Hessen und dem Rhein-Main-Gebiet im Wettbewerb um den besten Kurz- und Langfilm.
- Im Jahr 2009 wurde das internationale Kurzfilmfestival shnit (gegründet in Bern 2003) zum ersten Mal auch in Köln veranstaltet. Filme bis 15 Minuten stehen hier im Vordergrund des internationalen Wettbewerbs shnit-open mit Filmen aus ca. 25 Ländern.
- Seit 2009 finden die vom Kulturbüro Friedrichshafen mehrtägig veranstalteten Filmtage Friedrichshafen unter dem Titel „Jetzt oder nie“ am Bodensee statt. Es werden Kurzfilme (u. a. Experimentalfilme und Animationsfilme) sowie Dokumentarfilme, die von jungen Regisseuren aus dem deutschsprachigen Raum in den vorangegangenen zwei Jahren erstellt wurden, gezeigt und mit Geldpreisen dotiert.

### Seit 2010 gegründet
- Als erstes Festival in Deutschland mit den Schwerpunkten One Minute Videos und Kurzdokumentationen bis zu einer Länge von zehn Minuten findet das 6010 Film- und Videofestival (gegründet 2010) statt. Aufführungsort ist Hilchenbach mit dem einzigen Filmkunst- und Programmkino in Südwestfalen.
- Seit 2010 gibt es das Europäische Filmfestival der Generationen zu den Themen Alter und Demographischer Wandel, das bundesweit an etwa 100 Städten und Gemeinden stattfindet.
- 2013 wurde erstmals mit DOXS RUHR eine Auswahl des Duisburger Dokumentarfilmfestivals doxs! für Kinder und Jugendliche in Bochum und Dortmund präsentiert. Das Programm wurde in den folgenden auf die Städte Bottrop, Dinslaken, Essen, Gelsenkirchen und Moers ausgeweitet. Seit 2022 agiert DOXS RUHR als eigenständiges Festival im Ruhrgebiet und widmet sich neben der Filmbildung programmatisch auch Themen wie Nachhaltigkeit, Diversität und Digitalität.[3][4][5]
- Seit 2014 gibt es das jährlich im Januar in Landsberg am Lech stattfindende Snowdance Independent Film Festival, das sich auf Filme in Spielfilmlänge konzentriert, die (nahezu) ohne staatliche Finanzierung produziert wurden. Bevorzugt werden außerdem Filme, die nicht von Major Studios oder TV-Sendern dominiert werden.[6]
- Ebenfalls seit 2014 wird in Hamburg das Obsessive Underground Festival veranstaltet, das sich auf deutschsprachige Underground- und Independentspielfilme konzentriert und halbjährlich stattfindet.[7][8]
- Seit 2015 findet jährlich das Filmfest Bremen in eben dieser deutschen Großstadt statt.[9][10][11]
- Seit 2018 findet im saarländischen St. Ingbert jährlich das Bundesfestival junger Film statt. Gezeigt und ausgezeichnet werden dort Kurzfilme (bis 30 Minuten) von jungen Filmschaffenden (bis 30 Jahre). Besonderheiten sind der Musikvideowettbewerb junger Clip, der Stoffentwicklungswettbewerb junger Pitch sowie der Serienwettbewerb junge Piloten.

## Festivals nach Jahresverlauf
| Festival                                                  | Ort                                          | Zeit                 | Schwerpunkt/Art des Festivals |
| --------------------------------------------------------- | -------------------------------------------- | -------------------- | --- |
| Bamberger Kurzfilmtage                                    | Bamberg                                      | Januar               | Schwerpunkt: deutsche, österreichische, Schweizer Kurzfilme                                                                                         |
| StummFilmMusikTage Erlangen                               | Erlangen                                     | Januar               | |
| U.F.O. Leipzig                                            | Leipzig                                      | Januar               | seit 2005 auf Initiative von Studenten, richtet sich an Nachwuchsfilmemacher                                                                        |
| Jung & Abgedreht                                          | Hanau                                        | Januar               | Jugend-Kurzfilmfestival, richtet sich an junge Filmtalente im Alter von 14–27 Jahren                                                                |
| Argentinische Filmtage                                    | Leipzig                                      | Januar/Februar       | |
| Videonale                                                 | Berlin                                       | Februar              | |
| Genrenale                                                 | Berlin                                       | Februar              | Schwerpunkt: Deutscher Genrefilm |
| globale Filmfestival                                      | Berlin                                       | Frühjahr             | Schwerpunkt: Globalisierungskritik |
| Filmtage Friedrichshafen                                  | Friedrichshafen                              | März                 | Neue Kurzfilme junger Regisseure aus dem deutschsprachigen Raum                                                                                     |
| Filmfestival Türkei/Deutschland                           | Nürnberg                                     | März                 | |
| Lichter Filmfest Frankfurt International                  | Frankfurt am Main                            | März                 | |
| Karlsruher Stummfilmtage                                  | Karlsruhe                                    | März                 | |
| Regensburger Kurzfilmwoche                                | Regensburg                                   | März                 | Kurzfilmfestival für Animation, Fiktion, Experimental- und Dokumentarfilm                                                                           |
| Kirchliches Filmfestival Recklinghausen                   | Recklinghausen                               | März                 | Schwerpunkt: Publikum diskutiert mit Filmschaffenden neue Filme; Kinderfilme (jeweils mit Preisverleihung)                                          |
| Landshuter Kurzfilmfestival                               | Landshut                                     | März                 | deutschsprachiges Kurzfilmfestival |
| Schollinale – Filmfest des Nordens                        | Buxtehude                                    | März                 | deutschsprachiges Kurzfilmfestival |
| Independent Days                                          | Karlsruhe                                    | April                | Independent-Film |
| britspotting                                              | Berlin                                       | April                | British & Irish Film Festival |
| Filmfest Dresden                                          | Dresden                                      | April                | internationales Kurzfilmfestival |
| cellu l’art Kurzfilmfest                                  | Jena                                         | April                | Kurzfilmfestival mit internationalem Wettbewerb und jährlich wechselndem Länderschwerpunkt                                                          |
| Dreilandfilmfestival                                      | Görlitz                                      | April                | seit 2009 ist der Betrieb eingestellt |
| Festival im Stadthafen (FiSH)                             | Rostock                                      | April                | Schwerpunkt: Der junge deutsche Film |
| Weekend of Fear                                           | Nürnberg, Erlangen                           | April/Mai            | |
| Trickfilmfestival Stuttgart                               | Stuttgart                                    | April/Mai            | |
| CinEScultura                                              | Regensburg                                   | April/Mai            | Spanische und lateinamerikanische Filme |
| achtung berlin – new berlin film award                    | Berlin                                       | April/Mai            | Schwerpunkt: Filme aus und über Berlin-Brandenburg                                                                                                  |
| La.Meko Filmfestival Landau                               | Landau in der Pfalz                          | April/Mai            | |
| backup festival                                           | Weimar                                       | Mai                  | Festival für zukunftsorientierte Film- und Videoformate                                                                                             |
| CineLatino                                                | Tübingen                                     | Mai                  | |
| Filmfest Schleswig-Holstein Augenweide                    | Kiel                                         | Mai                  | |
| Neiße Filmfestival                                        | Großhennersdorf                              | Mai                  | Schwerpunkt: deutsche, polnische, tschechische und weitere osteuropäische zeitgenössische und historische Spielfilme, Dokumentarfilme und Kurzfilme |
| filmkunstfest Mecklenburg-Vorpommern                      | Schwerin                                     | Mai                  | |
| Internationales Bochumer Videofestival                    | Bochum                                       | Mai                  | |
| Japan-Filmfest Hamburg                                    | Hamburg                                      | Mai                  | [ 12 ] |
| FullDome Festival                                         | Jena                                         | Mai                  | im Zeiss-Planetarium |
| Internationales Dokumentarfilmfestival München (DOK.fest) | München                                      | Mai                  | Gesellschaftlich relevante und künstlerisch wertvolle Dokumentarfilme aus dem In- und Ausland                                                       |
| Internationales Filmfest Emden-Norderney                  | Emden, Norderney                             | Mai/Juni             | Schwerpunkt: Spielfilm aus Nordwesteuropa |
| Bundesfestival junger Film                                | St. Ingbert                                  | Mai/Juni             | Schwerpunkt: Kurze und mittellange Filme von Filmschaffenden unter 29 Jahren                                                                        |
| Nippon Connection                                         | Frankfurt am Main                            | Mai/Juni             | Japanisches Filmfestival |
| International Short Film Festival Detmold                 | Detmold                                      | Juni                 | |
| Rüsselsheimer Filmtage                                    | Rüsselsheim am Main                          | Juni                 | |
| Bundes.Festival.Film.                                     | wechselnde Standorte                         | Juni                 | Präsentation und Prämierung der besten Filme aus dem Deutschen Jugendfilmpreis und dem Deutschen Generationenfilmpreis                              |
| Cinarchea                                                 | Kiel                                         | Juni                 | |
| JFBB Jüdisches Filmfestival Berlin Brandenburg            | Berlin, Potsdam                              | Juni                 | „Jüdische Erfahrung in Vergangenheit, Gegenwart und Zukunft“                                                                                        |
| Munich International Short Film Festival                  | München                                      | Juni                 | |
| Filmfest München                                          | München                                      | Juni/Juli            | Spiel-, Dokumentar- und Kurzfilme sowie Fernsehfilme in internationaler, europäischer oder deutscher Erstaufführung                                 |
| OpenEyes Filmfest Marburg                                 | Marburg                                      | Juli                 | Internationales Kurzfilmfestival mit Publikums-Wettbewerb                                                                                           |
| Jufinale                                                  | wechselnde bayerische Städte                 | Juli                 | Jugendfilmfestival |
| Internationales low & no budget Kurzfilmfestival          | Stuttgart, Mainz, Heilbronn                  | Juli                 | |
| Indisches Filmfestival Stuttgart                          | Stuttgart                                    | Juli                 | bis 2011 als Bollywood and beyond |
| WaLa Internationales Filmfestival                         | Ladenburg                                    | Juli                 | |
| NaturVision Filmfestival                                  | Ludwigsburg                                  | Juli                 | Internationales Natur-, Tier- und Umweltfilmfestival                                                                                                |
| Konstanzer kurz.film.spiele                               | Konstanz                                     | Juli/August          | im Jahr 2022 vorgelegt vom Oktober |
| Globians Film Festival                                    | Potsdam                                      | August               | unabhängiges Dokumentarfilmfestival |
| der NEUE HEIMAT film                                      | Burg Klempenow                               | August               | |
| International Festival Cinema Libre                       | Hamburg                                      | August               | |
| Bud Spencer und Terence Hill Festival                     | wechselnde Orte                              | August/September     | Schwerpunkt: Bud-Spencer- und Terence-Hill-Filme |
| Fetisch Film Festival                                     | Kiel                                         | Herbst               | |
| International Film Awards Berlin                          | Berlin                                       | September            | Internationales Indie-Filmfestival |
| Fünf Seen Filmfestival                                    | Starnberg                                    | September            | Schwerpunkt: mitteleuropäische Spiel- und Dokumentarfilme                                                                                           |
| Internationales Filmfest Oldenburg                        | Oldenburg                                    | September            | Independent Filmfestival |
| Internationales KinoKabaret Berlin                        | Berlin                                       | September            | Filmworkshop & offenes Kurzfilmfestival |
| Green Screen                                              | Eckernförde                                  | September            | Internationales Naturfilmfestival |
| Filmfestival ContraVision                                 | Berlin                                       | September            | Internationales Kurzfilmfestival |
| Filmkunstmesse Leipzig                                    | Leipzig                                      | September            | |
| Pool – Internationale TanzFilmPlattform Berlin            | Berlin                                       | September            | |
| Ahrenshooper Filmnächte                                   | Ahrenshoop                                   | September            | Schwerpunkt: aktuelle deutschsprachige Spielfilme                                                                                                   |
| Randfilmfest Kassel                                       | Kassel                                       | September            | Schwerpunkt: Festival zur Förderung abseitiger Filmkultur                                                                                           |
| HARD:LINE Festival                                        | Regensburg                                   | September            | Schwerpunkte: Horror, Thriller und Science-Fiction                                                                                                  |
| Sepsis CamPetition                                        | Jena                                         | September            | Schwerpunkt: Sepsis |
| Afrika Film Festival Köln                                 | Köln                                         | September            | Schwerpunkt: Spielfilme, Dokumentarfilme und Kurzfilme aus Afrika, eine Filmdatenbank und ein Schulprogramm                                         |
| Nuremberg International Human Rights Film Festival        | Nürnberg                                     | Oktober              | Schwerpunkt: Spiel-, Dokumentar- und Animationsfilme mit Menschenrechtsthemen                                                                       |
| Internationales Filmfest Potsdam                          | Potsdam                                      | Oktober              | |
| Filmfest Wismar                                           | Wismar                                       | Oktober              | |
| Europäisches Filmfestival der Generationen                | Heidelberg, Frankfurt, über 100 weitere Orte | Oktober              | Filme über das Älterwerden und den demographischen Wandel                                                                                           |
| Edimotion                                                 | Köln                                         | Oktober              | Schwerpunkt: Filmschnitt |
| shnit                                                     | Köln                                         | Oktober              | Internationales Kurzfilmfestival bis 15 Minuten, 5 Tage                                                                                             |
| Internationale Hofer Filmtage                             | Hof                                          | Oktober              | |
| Film Festival Cologne                                     | Köln                                         | Oktober              | |
| Internationales Filmfestival Schlingel                    | Chemnitz                                     | Oktober              | |
| Filmfest Eberswalde                                       | Eberswalde                                   | Oktober              | „Provinziale“ |
| Final Cut                                                 | Marburg                                      | Oktober              | Kinder- & Jugendfilm |
| Kinderfilmfest Wismar                                     | Wismar                                       | Oktober              | |
| Unabhängiges FilmFest Osnabrück                           | Osnabrück                                    | Oktober              | |
| Webcuts                                                   | Berlin                                       | Oktober              | |
| Internationales Bergfilm Festival Tegernsee               | Tegernsee                                    | Oktober              | |
| The Korean Film Festival                                  | Frankfurt am Main                            | Oktober              | Koreanisches Filmfestival |
| B3 Biennale des bewegten Bildes                           | Frankfurt am Main                            | Oktober              | Internationales Filmfestival, Schwerpunkt: Erzählen im digitalen Zeitalter                                                                          |
| Filmtage Oberschwaben                                     | Ravensburg/Weingarten                        | Oktober              | Seit 2021 |
| DOXS RUHR                                                 | Ruhrgebiet                                   | Oktober/November     | Künstlerische und experimentelle Dokumentarfilme für junge Publika werden präsentiert und medienpädagogisch begleitet.                              |
| dokumentART – European Film Festival for Documentaries    | Neubrandenburg, Szczecin                     | Oktober/November     | |
| Asia Filmfest                                             | München                                      | Oktober/November     | |
| Filmfestival Cottbus                                      | Cottbus                                      | Oktober/November     | Festival des osteuropäischen Films |
| Eat My Shorts – Hagener Kurzfilmfestival                  | Hagen                                        | Oktober/November     | Kurzfilmfestival |
| Utopia Filmfestival                                       | Bremen                                       | Oktober/November     | Schwerpunkt: Filme zum Thema Utopie |
| Germany After Dark Horror Festival                        | Gronau                                       | Oktober/November     | |
| KunstFilmBiennale                                         | Köln                                         | Oktober/November     | Kunstfilm & Filmkunst |
| QUEER-Streifen                                            | Regensburg                                   | Oktober/November     | Internationales queeres Filmfestival |
| Christian-Tasche-Filmpreis                                | Unna                                         | November             | Kurzfilmfestival |
| FILMZ – Festival des deutschen Kinos                      | Mainz                                        | November             | Publikumsfestival mit Wettbewerben für Langfilm, mittellangen Film, Dokumentationen und Kurzfilme in mehreren Kategorien.                           |
| Kurzfilmfestival Köln (KFFK)                              | Köln                                         | November             | |
| Blicke aus dem Ruhrgebiet                                 | Bochum                                       | November             | |
| Exground filmfest                                         | Wiesbaden                                    | November             | |
| Münchener EthnofilmFest                                   | München                                      | November             | |
| Festival des Neuen Japanischen Films                      | Osnabrück                                    | November             | |
| Kinofest Lünen                                            | Lünen                                        | November             | Schwerpunkt: Deutsches Kino |
| Französische Filmtage Leipzig/Halle                       | Leipzig, Halle (Saale)                       | November             | |
| Frauenwelten                                              | Tübingen                                     | November             | Filmfest |
| Arabisches Filmfestival                                   | Berlin                                       | November             | |
| Internationales Filmfestival Passau                       | Passau                                       | November             | |
| Internationales Filmfestival Frankfurt                    | Frankfurt am Main                            | November             | |
| Die 24 Stunden von Nürnberg                               | Nürnberg                                     | November             | Internationales Kurzfilmfestival |
| Flensburger Kurzfilmtage                                  | Flensburg                                    | November             | Kurzfilmfestival |
| Filmfest Düsseldorf                                       | Düsseldorf                                   | November             | Kurzfilmfestival |
| Transit Filmfest                                          | Regensburg                                   | November             | |
| Deutscher Menschenrechts-Filmpreis                        | Nürnberg                                     | Dezember             | Schwerpunkt: Filme mit Menschenrechtsthemen |
| Festival des gescheiterten Films                          | deutschsprachiger Raum                       | Dezember bis Februar | u. a. in Berlin, Frankfurt, Hamburg, Köln, München, Linz, Salzburg, Wien                                                                            |
| Formula Mundi                                             | wechselnde Orte                              | unregelmäßig         | internationales Filmfest |
| Zum Goldenen Hirsch                                       | Mannheim, Heidelberg                         | ganzjährig           | Kurzfilmfestival |